# Райан, Дебби
Дебора Энн Райан (англ. Deborah Ann Ryan; род. 13 мая 1993, Хантсвилл, Алабама, США) — американская актриса и певица.

## Биография
Дебби Райан родилась в Алабаме. Её отец, Джон Райан, был военным, и в детстве семья часто путешествовала по Европе. Большая часть детства прошла в Германии, где отец работал на американской базе. В это время она выступала в различных кружках самодеятельности, пела в церковном хоре и театрах, изучала немецкий язык.
В 2003 году семья вернулась в Техас, где Дебби продолжила творческую деятельность. В школе Дебби показывала отличные успехи, занимаясь в шахматном кружке, за что постоянно подвергалась насмешкам одноклассников.
В 2007 снялась в первом телевизионном проекте Barney: Let’s Go to the Firehouse, а в 2008-2011 — в сиквеле популярного ситкома «Всё тип-топ, или Жизнь Зака и Коди» — «Всё тип-топ, или Жизнь на борту» (роль Бэйли Пиккетт). После этого её стали приглашать в ряд проектов и на роли в фильмах.
Творческими кумирами Дебби являются её брат, с которым она сочиняет музыкальные композиции (в частности, получивший определённую популярность сингл «We Ended Right»), и Бренда Сонг.

## Личная жизнь
Является христианкой. Играет на гитаре, фортепиано и на клавишных.
С мая 2013 года по сентябрь 2014 года Райан встречалась с барабанщиком группы Twenty One Pilots Джошем Даном. Позже они вновь начали встречаться и объявили о своей помолвке 23 декабря 2018 года. Они тайно поженились 31 декабря 2019 года.
В апреле 2016 года была арестована за вождение в нетрезвом виде.

## Фильмография
| Год       |    | Русское название                     | Оригинальное название               | Роль                             |
| --------- | -- | ------------------------------------ | ----------------------------------- | -------------------------------- |
| 2006      | с  | Барни и друзья                       | Barney & Friends                    | Дебби                            |
| 2007      | в  | Barney: Let's Go to the Firehouse    | Barney: Let's Go to the Firehouse   | подросток                        |
| 2008      | ф  | Аутсайдеры                           | The Longshots                       | популярная девушка               |
| 2009      | с  | Ханна Монтана                        | Hannah Montana                      | Бейли Пикетт                     |
| 2009      | с  | Волшебники из Вэйверли Плэйс         | Wizards of Waverly Place            | Бейли Пикетт                     |
| 2009      | в  | Волшебники и Ханна Монтана на палубе | Wizards on Deck with Hannah Montana | Бэйли Пиккетт                    |
| 2008—2010 | с  | Disney 365                           | Disney 365                          | в роли самой себя                |
| 2010      | ф  | Что если…                            | What If...                          | Кимберли Уокер                   |
| 2010      | тф | 16 желаний                           | 16 Wishes                           | Эбигейл «Эбби» Дженсен           |
| 2011      | тф | Двое на дороге                       | The Suite Life Movie                | Бэйли Пиккетт                    |
| 2011      | с  | Р. Л. Стайн: Время призраков         | R.L. Stine's The Haunting Hour      | Стеффани                         |
| 2008—2011 | с  | Всё тип-топ, или Жизнь на борту      | The Suite Life on Deck              | Бэйли Пиккетт / принцесса Ксария |
| 2011      | с  | Частная практика                     | Private Practice                    | Хэйли                            |
| 2012      | тф | Бунтарка                             | Radio Rebel                         | Тара                             |
| 2012      | с  | Зик и Лютер                          | Zeke and Luther                     | Кортни Миллс                     |
| 2012      | с  | Болота                               | The Glades                          | Криста Джонсон                   |
| 2012      | тф | Феи: Тайна зимнего леса              | Secret of the Wings                 | Спайк                            |
| 2012      | с  | Остин и Элли                         | Austin & Ally                       | Джесси Прескотт                  |
| 2013      | ф  |                                      | Kristin's Christmas Past            | Хэдди                            |
| 2013      | с  | Держись, Чарли!                      | Good Luck Charlie                   | Джесси Прескотт                  |
| 2011—2015 | с  | Джесси                               | Jessie                              | Джесси Прескотт                  |
| 2014      | ф  | Маппеты 2                            | Muppets Most Wanted                 | приглашённая звезда              |
| 2014      | с  | Могучие медики                       | Mighty Med                          | Джейд / Ре-Микс                  |
| 2018      | ф  | Привидение                           | Every Day                           | Джолин                           |
| 2018—2019 | с  | Ненасытная                           | Insatiable                          | Петти Бладелл                    |
| 2021      | ф  | Клыки ночи                           | Night Teeth                         | Блэр                             |
| 2025      | ф  | Знаменитость                         | Famous                              |                                  |

## Дискография
- 2009: Adios[13]
- 2009: I’m A Country Girl
- 2010: Hakuna Matata from DisneyMania 7

## Награды
| Год  | Результат | Название награды                                | Категория                       | Работа                          |
| ---- | --------- | ----------------------------------------------- | ------------------------------- | ------------------------------- |
| 2009 | Номинация | Молодой актёр                                   | Best Performance in a TV Series | Всё тип-топ, или жизнь на борту |
| 2009 | Номинация | Popstar! Magazine’s 8th Annual Poptastic Awards | Favorite Television Actress     | Всё тип-топ, или жизнь на борту |
| 2009 | Победа    | Popstar! Magazine’s 8th Annual Poptastic Awards | Favorite Female Newcomer        | Всё тип-топ, или жизнь на борту |